# Villiers-le-Morhier
Villiers-le-Morhier ist eine französische Gemeinde mit 1.359 Einwohnern (Stand: 1. Januar 2022) im Département Eure-et-Loir in der Region Centre-Val de Loire; sie gehört zum Arrondissement Dreux und zum Kanton Épernon. Die Einwohner werden Villemoritains genannt.

## Geographie
Villiers-le-Morhier liegt etwa 19 Kilometer westlich von Rambouillet und etwa 19 Kilometer südöstlich von Dreux an der Eure, die am Westrand der Gemeinde verläuft. Umgeben wird Villiers-le-Morhier von den Nachbargemeinden Coulombs im Norden, Senantes im Norden und Nordosten, Saint-Lucien im Nordosten, Saint-Martin-de-Nigelles im Osten, Maintenon im Süden und Südosten, Pierres im Süden, Nogent-le-Roi im Westen sowie Lormaye im Nordwesten.
Die Gemeinde liegt an der Via Turonensis, einer Variante des Jakobswegs.

## Bevölkerungsentwicklung
| 1962                       | 1968 | 1975 | 1982 | 1990 | 1999 | 2006 | 2018 |
| -------------------------- | ---- | ---- | ---- | ---- | ---- | ---- | ---- |
| 418                        | 539  | 592  | 878  | 1077 | 1227 | 1327 | 1339 |
| Quellen: Cassini und INSEE |      |      |      |      |      |      |      |

## Sehenswürdigkeiten

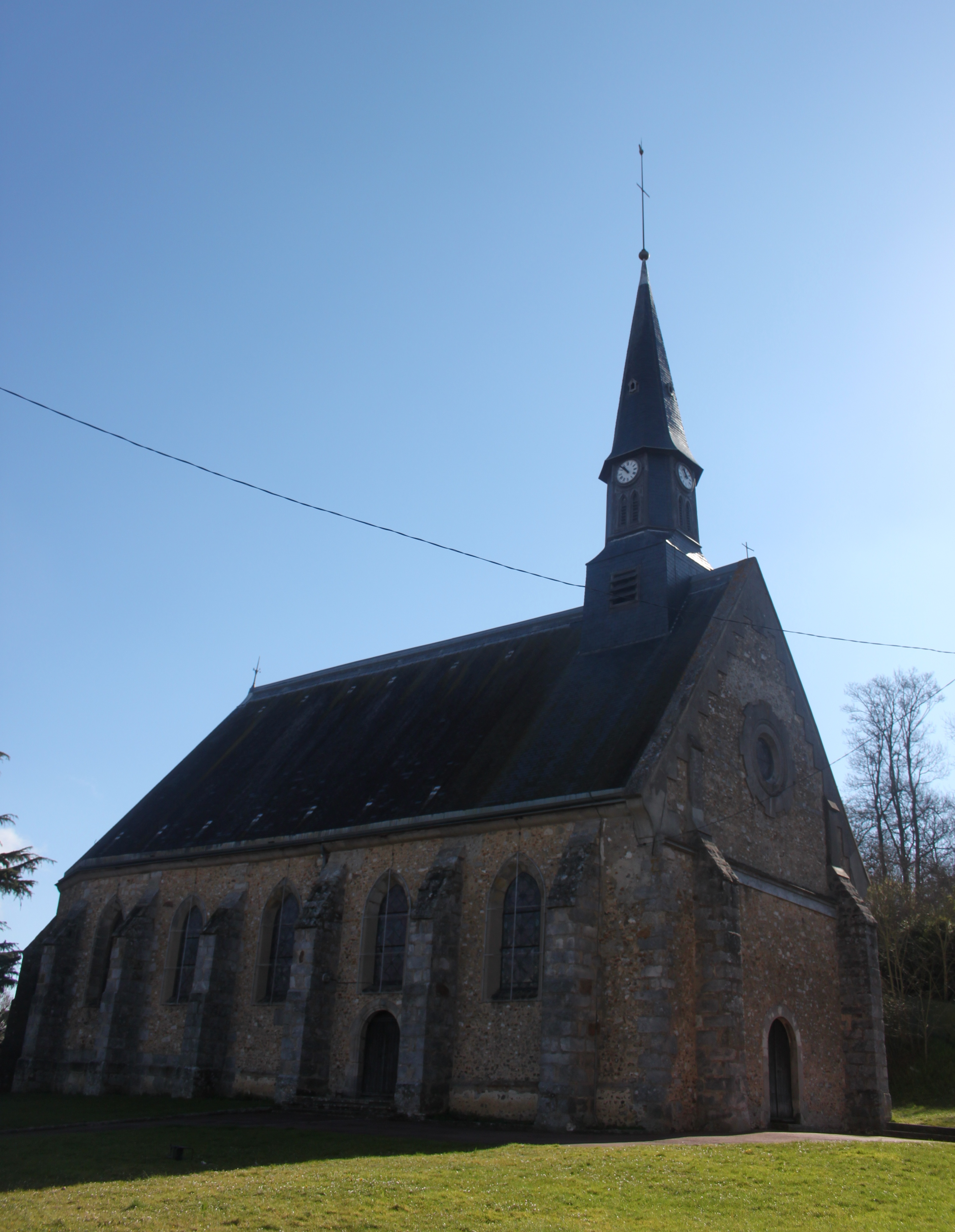
Kirche Saint-Étienne

- Kirche Saint-Étienne